# Супруга бога Амона
Титул отличается от титула «Супруга Бога», имевшийся только у двух цариц — Яххотеп и Яхмос-Нефертари.
Супруга бога Амона (егип. ḥm.t nṯr n ỉmn) — высочайший ранг жрицы в культе бога Амона, важном древнеегипетском религиозном институте с центром в Фивах во время XV-XVI династий. Имел важное политико-религиозное значение.
Хотя этот титул впервые засвидетельствован в период Среднего царства, его полный политический потенциал реализовался только при XVIII династии.

## История титула
Титул Супруга бога Амона впервые появляется во время X и XII династий. Тогда этот титул и положение имели женщины не-царской крови — жрицы богов Мина, Амона и Птаха. По мере роста влиятельности культа среди других культов, укреплялись связи с правителями.
| nTr | N41 · X1 |

### Взлёт и падение в XVIII династии
В начале периода Нового царства, когда влиятельность и престиж титула стали очевидными, титул начали брать царицы (как правило супруги, и иногда матери царей). Период Нового царства началася в 1550 году до н. э. с XVIII династии. Это были правители, изгнавшие гиксосов из Египта, их родным городом были Фивы (Древний Египет), ставшие затем ведущим городом в Египте. Они верили, что именно местный бог Амон привёл их к победе, поэтому культ вырос до национального значения. Были подкорректированы ритуалы и мифы.
Титул Супруга бога Амона «ссылается на миф о божественном рождении царя, мать которого была оплодотворена богом Амоном». В то время как должность в принципе, была священной, она по сути использовалась как политический инструмент служащий египетскому фараону, чтобы обеспечить «власть над фиванским регионом и могущество священников Амона». Преемственность царского рода считалась по женской линии, правители и религиозные институты тесно переплетались, и такая традиция оставалась стабильной в течение 3 тысячелетий. Вместе с этим титулом главной жрицы храма, использовался титул «великая супруга фараона». В отличие от прежней веры, по которой фараон считался божественным только после смерти, новая вера и этот титул означали что фараон — полубог от рождения.
Первой обладательницей титула была царица Яхмос-Нефертари, жена Яхмоса I, об этом событии записано на стеле в храме Амона в Карнаке. Она передала титул своей дочери Меритамон, которая передала его Хатшепсут, позже ставшей фараоном. Хатшепсут передала титул своей дочери Неферуре.
Ряд сцен в храме Хатшепсут «Красная часовня» («Chapelle Rouge») изображают «супругу Амона» Неферуру и мужчину-священника, проводящих ритуал или церемонию по уничтожению имен врагов. Другие сцены в других местах показывают «супругу Амона» поклоняющуюся божествам, очищающуюся в священном озере, и идущую с царем в святилище. Это ещё раз показывает важность роли, но даёт мало сведений о задачах и обязанностях участников.
Хатшепсут была дочерью Тутмоса I, и после его смерти стала женой юного Тутмоса II — её полубрата, рождённого менее значимой женой царя чем её мать. Вероятно она де-факто была его соправителем, имея большое влияние на государственные дела. Они имели только одного ребенка, пережившего детство — дочь Неферуру, которой и был передан титул «супруга бога Амона».
После смерти её мужа Тутмоса II, Хатшепсут стала регентом очень юного Тутмоса III — её пасынка и кузена, рождённого меньшей женой, а не ей — супругой царя и дочерью царя. Вскоре после этого, Хатшепсут получила титул «фараон».
Её дочь Неферура, имела титулы «Великая супруга царя» и «супруга Амона» в храме, в то время как Тутмос III оставался соправителем при мачехе Хатшепсут. Он стал военачальником, и, после 22-летнего правления Хатшепсут, фараоном.
Неферура умерла, не оставив наследника. Таким образом, не осталось наследников царской линии Хатшепсут.
В дальнейшем, в записях о титуле «супруга Амона» наблюдается отклонение от установленного традицией порядка, возможно из-за проблем с наследниками у Тутмоса III. После Неферуры список продолжает Исида, мать Тутмоса III, но известно, что она никогда не исполняла жреческие обязанности и получила титул посмертно. Далее идёт Сатиа, меньшая жена Тутмоса III в начале его царствования. За ней следует Меритра-Хатшепсут — другая меньшая жена Тутмоса III, родившая ему на 30-х годах его правления наследника Аменхотепа II; она была дочерью жрицей Амона Хуйи. Далее в списке — Меритамон, дочь Тутмоса III и Меритры-Хатшепсут, сестра наследника. В итоге, после перемен периода долгого правления Тутмоса III, должность получила дочь фараона, что вернуло традиционный порядок.
Записи и изображения о правлении Хатшепсут планомерно уничтожались её престолонаследником Тутмосом III. Аменхотеп II возможно был тем, кто пытался удалить записи о правлении Хатшепсут, пока его отец был стариком, и продолжал эти усилия когда сам стал фараоном, переписывая многие её достижения себе, но делал это не тщательно. Он также пытался сломать традицию, запрещая записывать имена тех своих жён, которые были не царского рода, но тоже без особого успеха. Он значительно уменьшил влиятельность и престиж главной жреческой должности «супруга Амона». При нём титулом владела его сестра Меритамон.
После смерти Аменхотепа II (примерно 1400 год до н. э.) фараоном стал Тутмос IV. Следующая женщина в списке — Тиаа. Она была матерью Тутмоса IV, и возможно от него и получила этот титул, вместе с другими которыми он её наградил. Дочь Тутмоса IV тоже носила имя Тиаа.
Позже в этой династии, в связи с религиозными переменами, титул перестал быть почётным. Фараон Аменхотеп IV, воцарившийся ок. 1353 года до н. э., сначала придерживался религиозной традиции. Затем он вознёс культ Атона, сменил своё имя на Эхнатон и перенёс свой двор в построенную новую столицу Ахетатон. Имя Атон стало писаться с символами подчёркивающими особую значимость. Атон изображался только в виде солнечного диска, религиозные ритуалы проводились на открытом воздухе.
Эхнатон умер ок. 1336 года до н. э., и вскоре возобновились прежние традиционные религиозные практики, столицу перенесли в Мемфис.
Последний правитель XVIII династии Хоремхеб (1320—1292 до н. э.) восстановил духовенство Амона, но не дал жрецам вернуть могущественные позиции, которые они занимали до роспуска культа Эхнатоном и переноса столицы. Хоремхеб реформировал армию и систему субординации. Из офицеров своей верной армии он и назначал жрецов в культ Амона, чем исключал всякие возможности восстановить мощные родственные связи в культе, приведшие к резким реформам сделанным Эхнатоном.

### Возрождение в эпоху XX—XXVI династий
Титул «супруга Амона» возродился в XX династии, когда Рамсес VI (1145—1137 до н. э.) наградил им, и также титулом «божественная поклонница Амона», свою дочь Исиду. Действие царя положило начало традиции, что каждая последующая обладательница титула должна быть:

«Дочерью царя, и, как ожидается, останется незамужней девственницей. В целях содействия порядку престолонаследия, она примет дочь следующего царя как свою наследницу».
Должность «супруга бога Амона» достигла высот своего политического могущества в конце Третьего переходного периода, когда Шепенупет, дочь Осоркона III, была назначена на эту должность в Фивах. Нубийский царь Кашта, назначил свою дочь Аменирдис её преемницей. Высокий статус этой должности демонстрирует могила Аменирдис в Мединет-Абу.
Позднее, во время саиской XXVI династии, Псамметих I силой воссоединил Египет в марте 656 года до н. э. под своей властью, и заставил бывшую в тогда в должности «супруги Амона» Шепенвепет II, дочь Пианхи, принять его дочь Нитокрис как преемницу на этот пост.
Должность существовала до 525 года до н. э., когда персы свергли последнего саиского правителя Египта Псамметиха III, и поработили его дочь Анхнеснеферибре, преемницу Нитокрис.
После этого, влиятельный титул «супруга Амона» исчезает из истории.

## Список цариц, имевших титулСупруга бога Амона
Обладательницы должности с X по XII династии не отмечены в этом списке, ибо они не женщины из царского рода.
- Яххотеп — жена Таа II Секененра и мать Яхмоса, титулом Супруга бога Амона отмечен только её гроб, первая обладательница титула
- Яхмос-Нефертари — дочь Таа II Секененра и сестра-жена Яхмоса — первая царица владевшая титулом
- Яхмос-Ситкамос — возможно дочь Камоса, возможно получила титул только посмертно
- Яхмес-Меритамон — дочь Яхмоса и сестра-жена Аменхотепа I
- Яхмос-Ситамон — дочь Яхмоса, изображена в виде колоссальной статуи возле восьмой колонны в Карнаке
- Хатшепсут — дочь Тутмоса I и царицы Яхмос, также имела титул божественная поклонница Амона, была фараоном
- Нефрура — дочь Тутмоса II и царицы-фараона Хатшепсут, возможно первая жена Тутмоса III
- Исида — мать Тутмоса III, награждена титулом посмертно
- Сатиа[англ.] — следующая жена Тутмоса III в начале его правления
- Меритра Хатшепсут — следующая жена Тутмоса III и мать его наследника, была дочерью Божественного поклонника Амона жреца Хуйа
- Меритамон[англ.] — дочь Тутмоса III и Меритра-Хатшепсут
- Тиаа — жена Аменхотепа II и мать Тутмоса IV

(пауза — титул не использовался из-за политико-религиозных реформ)
- Ситра — жена Рамсеса I и мать Сети I, использование титула продолжилось после паузы установленной Аменхотепом II
- Туя — жена Сети I и мать Рамсеса II
- Нефертари Меренмут — жена Рамсеса II; могла быть де-факто Супругой Амона; эта теория основана на эпитетах записанных в её гробнице, на скарабеях, на фрагменте статуи в Дендере (PM V, 115), её знаках отличия, и изображении царской четы как инкарнации на земле божественной четы Амона(-Ра) и Мут(-Хатхор); дважды засвидетельствована как Супруга Амона в её гробнице QV66
- Таусерт — жена Сети II, регент Рамсес-Саптаха
- Исида Та-Хемджерт[англ.] — жена Рамсеса III
- Тентипет — жена Рамсеса IV, была Божественной поклонницей Амона
- Исида[англ.] — дочь Рамсеса VI, Божественная поклонница Амона; Рамсес утвердил правило для облатательниц должности Супруга бога Амона — оставаться девственницами и передавать титул дочери следующего фараона
- Тыти — возможно жена Рамсеса X
- Мааткара (преномен: Mutemhat) — дочь Пинеджема I и Дуатхатхор-Хенуттави[англ.]
- Хенутави[англ.] — дочь Исидемхеб IV и Пинеджема II
- Каромама Меритмут[англ.] (преномен: Sitamen Mutemhat) — возможно дочь Осоркона II
- (?)Ташахепер — дочь Осоркона II, могла быть Супругой Амона упомянутой во время правления Такелота III
- Шепенвепет[англ.] (преномен: Khnemet-ib-amun) — дочь Осоркона III и Кароатжет
- Аменирдис I (преномен: Khaneferumut) — дочь Кашты, служила при правлениях фараонов Шабака и Шабатака
- Шепенвепет II[англ.] (преномен: Henut-neferumut-iryetre) — дочь Пианхи, служила как Супруга Амона от правления Тахарки и после 9 лет правления Псамметиха I. Должна была передать титул своей племяннице Аменирдис II, но была заставлена передать титул Нитокрис, дочери Псамметиха I захватившего власть в Древнем Египте
- Аменирдис II[англ.] — дочь Тахарки, возможно была переемницей Шепенвепет II после её смерти и передала титул Нитокрис
- Нитокрис I Shepenwepet III (преномен: Nebetneferumut) — дочь Псамметиха I
- Анхнеснеферибре (преномен: Hekatneferumut) — дочь Псамметиха II, наследовала у Нитокрис, получила титул на 4 год правления её брата Априя
- Нитокрис II[нем.] — дочь Амасиса II (Яхмоса II) и Анхнеснеферибры, была назначена переемницей, но возможно никогда не служила из-за вторжения персов